# Stop for rødt
|  | Denne artikel er oprettet af botten Steenthbot ud fra en ekstern database. Den kan derfor have sproglige fejl eller mangler. Denne skabelon kan fjernes efter kontrol af indholdet. |

Stop for rødt er en dansk dokumentarfilm fra 1963 instrueret af Sven Methling efter eget manuskript.

## Handling
Det røde lys ved ubevogtede jernbaneoverskæringer skal respekteres. For så længe viadukter er så dyre, må trafiksikring fortsat anvendes.